# Lucius Cornelius Scipio Barbatus
Pour les articles homonymes, voir Cornelius Scipio.
Lucius Cornelius Scipio Barbatus (« le Barbu ») est un homme d'État et général de la République romaine. Membre de la famille patricienne des Cornelii Scipiones, il est le père de Lucius Cornelius Scipio et de Cnaeus Cornelius Scipio Asina, et l'arrière-grand-père de Scipion l'Africain.

## Biographie
Sa biographie est connue par Tite-Live, dont les récits ne coïncident toutefois pas avec le texte de son épitaphe.
En 298 av. J.-C., il est consul avec Cnaeus Fulvius lorsque débute la troisième guerre samnite contre une coalition qui réunit Étrusques, Samnites et Gaulois installés en Italie. Les consuls se répartissent les théâtres d'opération, et Scipion reçoit le commandement de l'armée intervenant sur le territoire étrusque tandis que Fulvius intervient chez des Samnites. Selon Tite-Live, il affronte les Étrusques à Volterra dans une bataille indécise, fait d'armes néanmoins absent de son épitaphe. Puis comme l'armée étrusque a déserté le champ de bataille durant la nuit, il ravage les campagnes étrusques mais s'abstient d'attaquer les villes trop bien défendues.
L'année suivante, en 297 av. J.-C., il est légat du consul Fabius, et participe à la victoire sur les Samnites à Tifernum. En 295 av. J.-C., il sert de nouveau le consul Fabius, comme propréteur. Le consul lui confie le commandement du camp d'une légion retranchée près de Clusium, qui est cernée et anéantie lors d'une sortie. Il participe par la suite à la bataille de Sentinum sous les ordres de Publius Decius Mus.
À sa mort en 280 av. J.-C., Lucius Cornelius Scipio Barbatus est censeur.

## Épitaphe

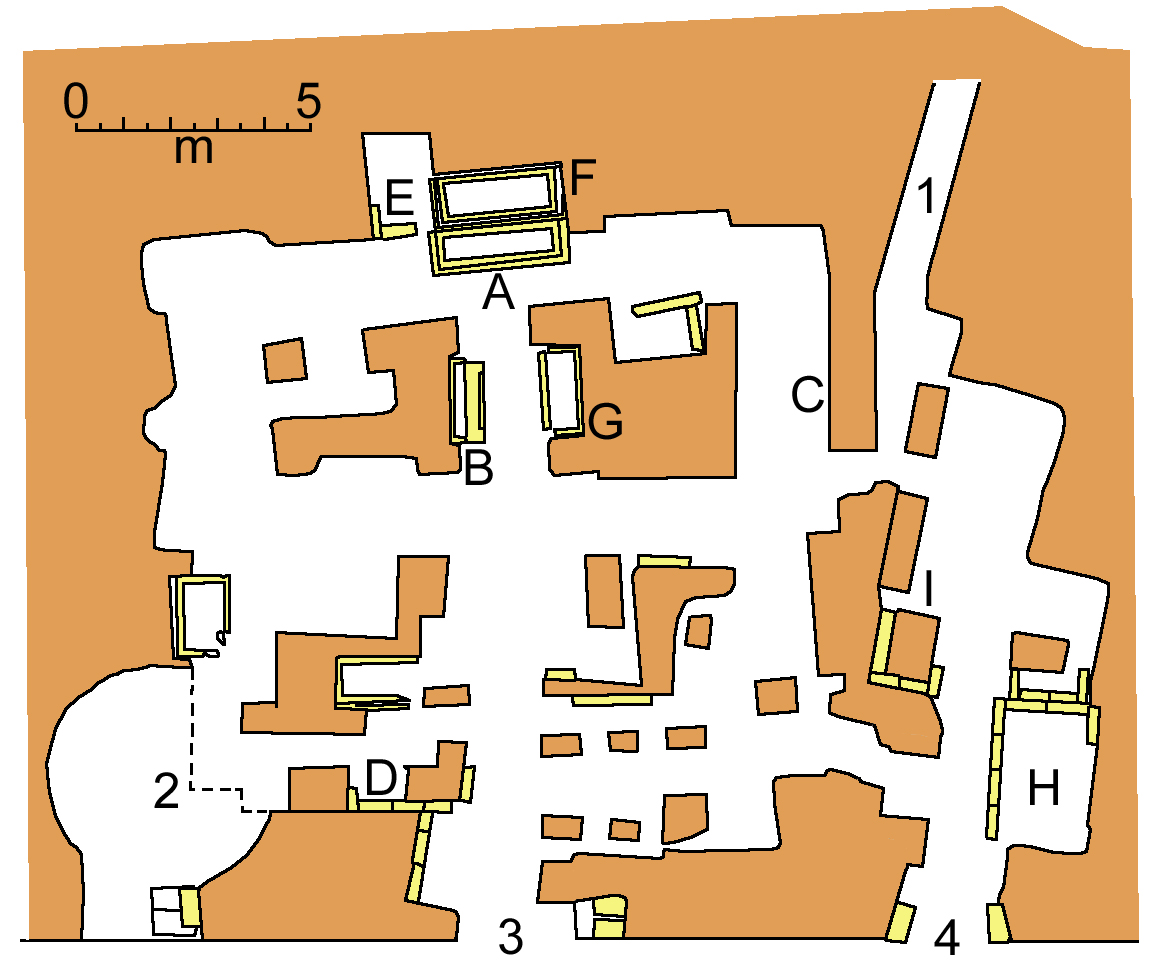
Plan du tombeau des Scipions. La tombe de Scipion Barbatus est notée par la lettre A

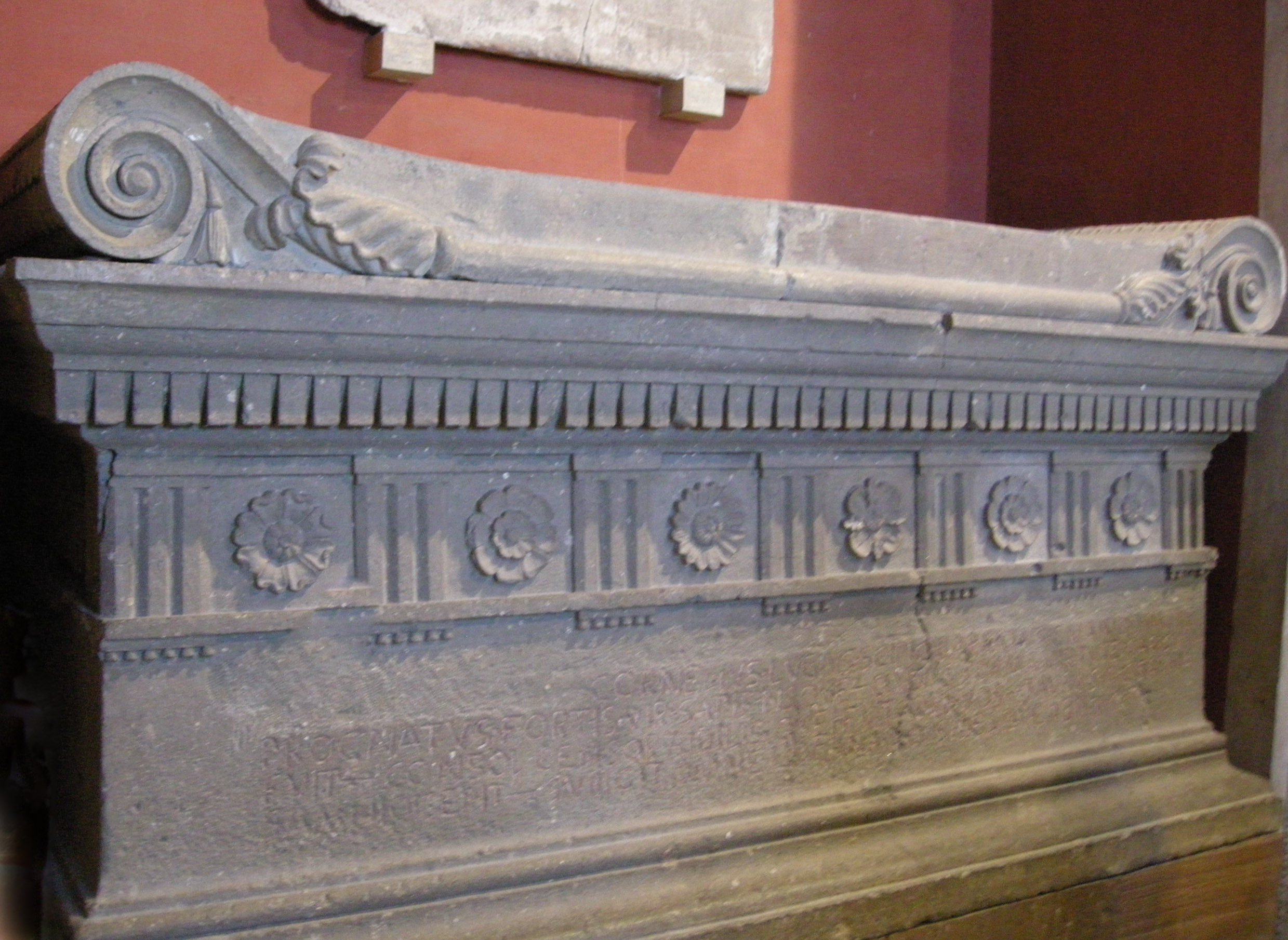
Sarcophage de Scipio Barbatus

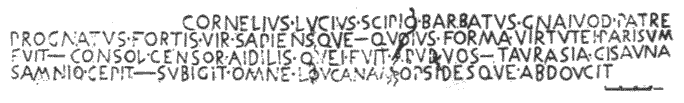
Inscription sur le tombeau de Scipio Barbatus

Le tombeau familial des Scipions a été retrouvé en 1780, près de l'ancienne porte Capène à côté de la via Appia. Sur le tombeau de Scipion Barbatus se trouve l'inscription suivante, rédigée en latin archaïque et conservée au Musée Pio-Clementino du Vatican :
CORNELIVS·LVCIVS·SCIPIO·BARBATVS·GNAIVOD·PATRE
PROGNATVS·FORTIS·VIR·SAPIENSQVE—QVOIVS·FORMA·VIRTVTEI·PARISVMA
FVIT—CONSOL CENSOR·AIDILIS·QVEI·FVIT·APVD·VOS—TAVRASIA·CISAVNA
SAMNIO·CEPIT—SVBIGIT·OMNE·LOVCANA·OPSIDESQVE·ABDOVCIT
En voici la transcription en alphabet modernisé :
Cornelius Lucius Scipio Barbatus Gnaivod Patre
Prognatus Fortis Vir Sapiensque
Quoius Forma Virtutei Parisuma Fuit
Consol Censor Aidilis Quei Fuit Apud Vos
Taurasia Cisauna Samnio Cepit
Subigit Omne Loucana Opsidesque Abdoucit.
et en latin classique :
Cornelius Lucius Scipio Barbatus, Gnaeo patre
prognatus, fortis vir sapiensque,
cuius forma virtuti parissima fuit
Consul, Censor, Aedilis, qui fuit apud vos;
Taurasiam, Cisaunam, Samnium cepit,
subigit omnem Lucaniam, obsidesque abducit.
(Cornelius Lucius Scipio Barbatus, descendant de Cnaeus son père, homme courageux et cultivé, dont la beauté n'eut d'égal que le courage, qui fut consul, censeur, édile auprès de vous ; il conquit Taurasia, Cisauna, le Samnium, soumit toute la Lucanie et emmena des otages.)